# مارتا گنگر
مارتا گنگر (آلمانی: Martha Genenger؛ ۱۱ نوامبر ۱۹۱۱ – ۱ اوت ۱۹۹۵) شناگر زن اهل آلمان بود.
وی در مسابقات کشوری و بین‌المللی در مجموع برندهٔ ۱ مدال طلا، ۱ مدال نقره شده‌است.